# دولگن ام زه
دولگن ام زه (به آلمانی: Dolgen am See) یک شهر در آلمان است که در Rostock District واقع شده‌است. دولگن ام زه ۷۵۸ نفر جمعیت دارد.